# Mazuca dulcis
Mazuca dulcis är en fjärilsart som beskrevs av Jordan 1933. Mazuca dulcis ingår i släktet Mazuca och familjen nattflyn. Inga underarter finns listade i Catalogue of Life.